# Erpobdella
Erpobdella – rodzaj pijawek z rodziny Erpobdellidae obejmujący kilkadziesiąt gatunków występujących w Europie, Azji, Północnej Afryce i Ameryce Północnej, m.in.:
- Erpobdella lahontana
- Erpobdella punctata
- Erpobdella triannulata

Rodzaj Erpobdella jest rodzajem typowym rodziny Erpobdellidae. 
Ze względu na niejasności taksonomiczne niektóre rodzaje z tej rodziny (Dina, Mooreobdella, Nephelopsis i Trocheta) zostały formalnie zsynonimizowane z Erpobdella.
W Polsce występuje 5 gatunków tradycyjnie zaliczanych do tego rodzaju.
- Erpobdella octoculata – erpobdella pospolita
- Erpobdella nigricollis
- Erpobdella testacea
- Erpobdella vilnensis
- Erpobdella monostriata

Pierwsze dwa z wymienionych są bardzo pospolite w wodach nizinnych kraju. Do fauny Polski zaliczane są też 3 gatunki z rodzaju Dina i 1 z rodzaju Trocheta.